# Tornabarakony
Tornabarakony ist eine ungarische Gemeinde im Kreis Edelény im Komitat Borsod-Abaúj-Zemplén. Von der Einwohnerzahl zählt sie zu den kleinsten Gemeinde Ungarns.

## Geografische Lage
Tornabarakony liegt in Nordungarn, 43 Kilometer nördlich des Komitatssitzes Miskolc und 23 Kilometer nordöstlich der Kreisstadt Edelény an dem Fluss Barakonyi-patak. Nachbargemeinden sind Tornaszentandrás, Becskeháza, Tornaszentandrás, Debréte, Rakacaszend, Meszes und Martonyi.

## Geschichte
Im Jahr 1907 gab es in der damaligen Kleingemeinde 48 Häuser und 254 Einwohner auf einer Fläche von 1397 Katastraljochen. Sie gehörte zu dieser Zeit zum Bezirk Torna im Komitat Abaúj-Torna.

## Sehenswürdigkeiten
- Griechisch-katholische Kirche Istenszülő születése, erbaut im 19. Jahrhundert
- Wildblumen im Tal des Flusses Barakonyi-patak wie Kleines Knabenkraut und Schachblume

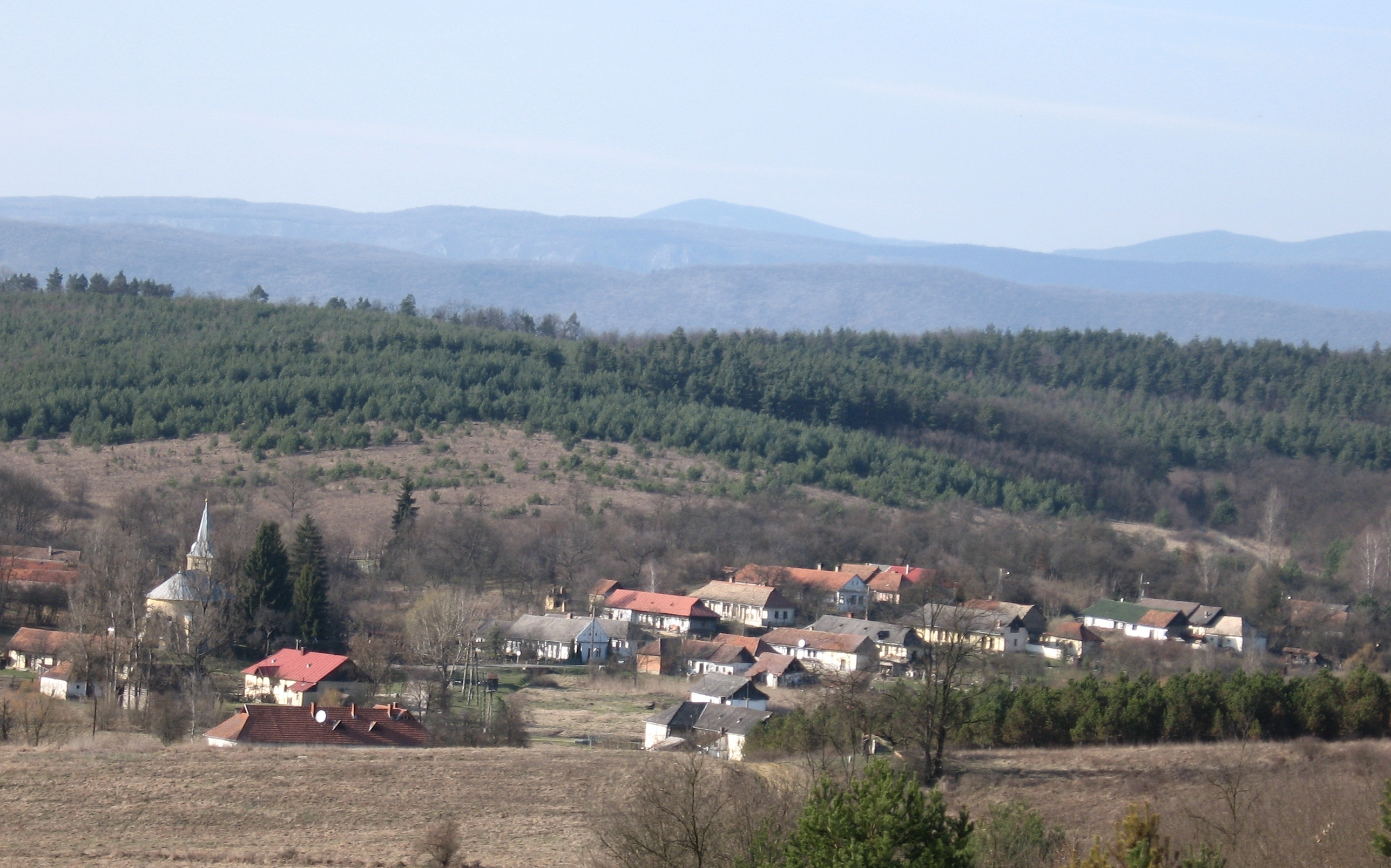
Blick auf Tornabarakony
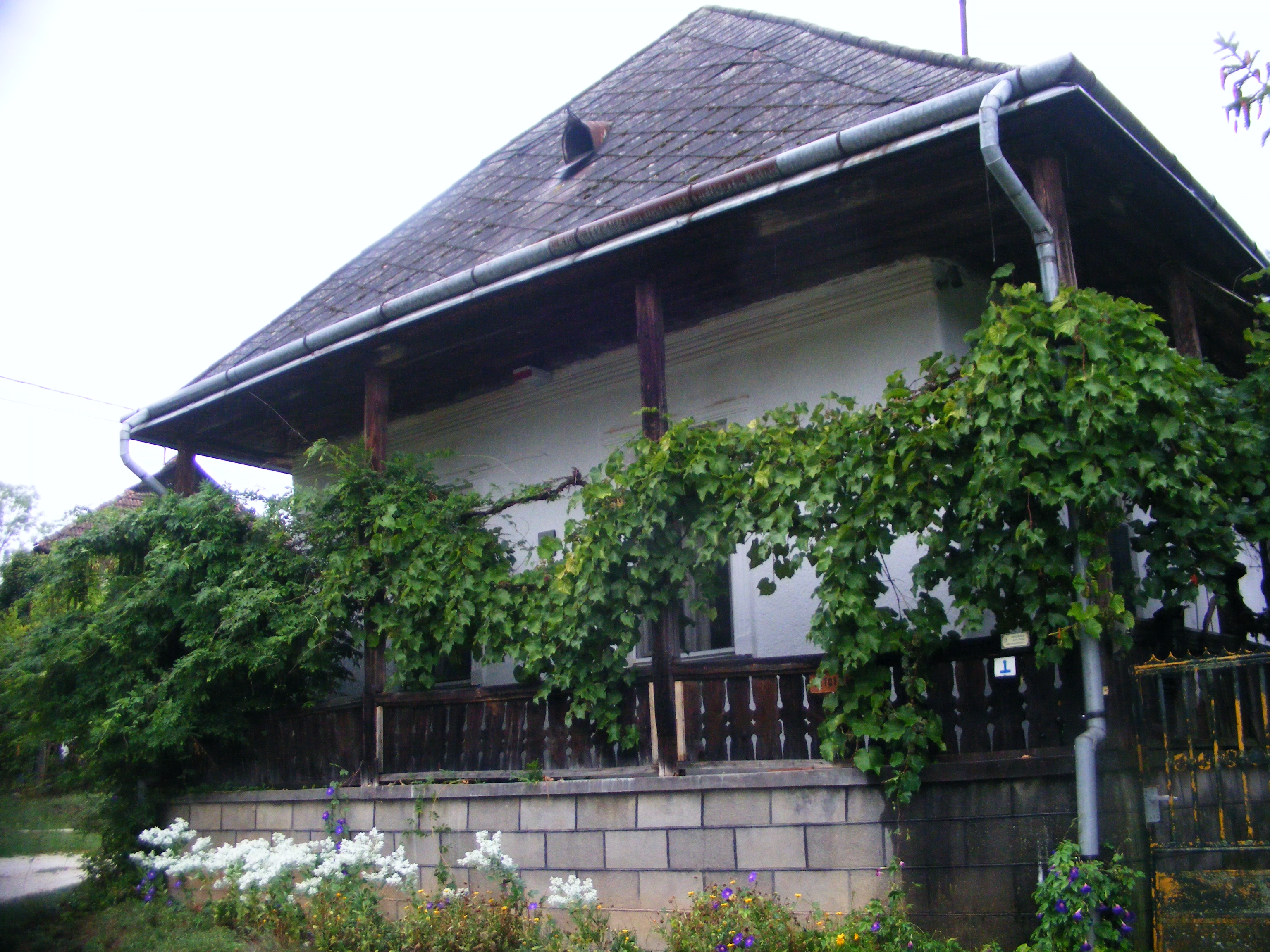
Haus in Tornabarakony
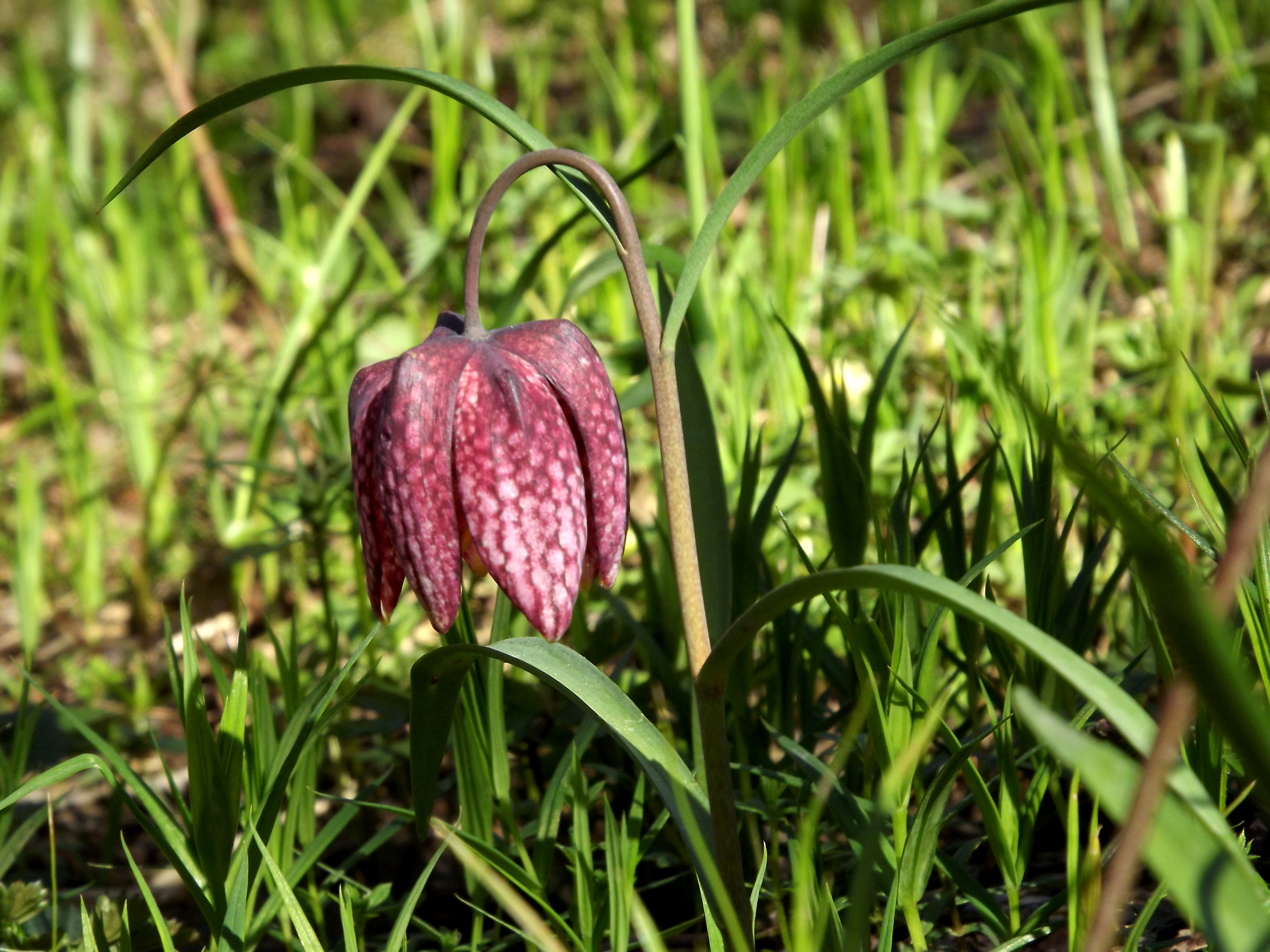
Schachblume

## Verkehr
Tornabarakony ist nur über die Nebenstraße Nr. 26118 zu erreichen. Es bestehen Busverbindungen über Tornaszentandrás nach Komjáti, Bódvalenke und Bódvaszilas. Der nächstgelegene Bahnhof befindet sich nordwestlich in Komjáti.